# Zbiświcz

Zbiświcz I

Zbiświcz II

Zbiświcz II odmienny

Zbiświcz II odmienny, wariant Uruskiego i Bonieckiego

Zbiświcz (Zbicwicz, Zbiczwicz, Zbiscwicz, Zbiswicz, Grabowski VII, Grabowski X, Grabowski-Gecendorf, Goetzendorf-Grabowski) – polski herb szlachecki, używany głównie na Pomorzu (Kaszuby).

## Opis herbu
Herb występował w kilku wariantach. Opisy z wykorzystaniem zasad blazonowania, zaproponowanych przez Alfreda Znamierowskiego:
Zbiświcz I (Zbiczwicz, Zbieszwic, Zbiswicz, Grabowski VII, Goetzendorf-Grabowski, Grabowski-Gecendorf): W polu błękitnym miecz na opak srebrny, na którym półksiężyc złoty. Klejnot: nad hełmem w koronie półksiężyc z złoty z takąż gwiazdą nad każdym rogiem. Labry błękitne, podbite złotem.
Zbiświcz II (Zbiczwicz, Zbieszwic, Zbiswicz, Grabowski X, Goetzendorf-Grabowski, Grabowski-Gecendorf): W polu błękitnym miecz na opak srebrny, na którym półksiężyc złoty z takąż gwiazdą nad każdym rogiem. Klejnot: nad hełmem w koronie godło, ale bez gwiazd, na pięciu piórach strusich; dwóch złotych między trzema błękitnymi. Labry błękitne, podbite złotem.
Zbiświcz II odmienny (Zbicswicz, Zbiczwic, Zbiswicz, Grabowski X odmienny, Goetzendorf-Grabowski, Grabowski-Gecendorf): W polu błękitnym miecz na opak srebrny, na którym półksiężyc złoty z takąż gwiazdą siedmioramienną nad każdym rogiem. Klejnot: nad hełmem w koronie półksiężyc złoty, na którym krzyż kawalerski czarny, na pięciu piórach strusich. Labry błękitne, podbite złotem.
Według Seweryna Uruskiego i Adama Bonieckiego w odmianie tej w klejnocie są tylko pióra.

## Najwcześniejsze wzmianki
Najwcześniejszym znanym opisem herbu Zbiświcz jest opis z wywodu szlachectwa Zawadzkich, spokrewnionych z Grabowskimi przez matkę, z 1635 roku. Opis ten odbiega znacząco od późniejszych wyobrażeń herbu i przedstawia w polu złotym miecz przechodzący przez półksiężyc, na którego lewej stronie dwie gwiazdy, zaś na prawej trzy lilie.
Warianty I i II przytaczane przez Ostrowskiego (Księga herbowa rodów polskich jako odpowiednio Grabowski VII i X) oraz Nowego Siebmachera. Wariant II odmienny przytaczany przez Niesieckiego, Żychlińskiego (Złota księga szlachty polskiej), Ledebura (Adelslexikon der preussichen Monarchie von...), Żernickiego (Der polnische Adel), Bonieckiego (Herbarz polski, z innym klejnotem) oraz słownie opisana przez Uruskiego (Rodzina. Herbarz szlachty polskiej z innym klejnotem).

### Legenda herbowa
Członkowie rodu mieli otrzymać herb od Władysława Jagiełły za udział w Bitwie pod Grunwaldem. Taka konstrukcja legendy budzi zdziwienie, ponieważ w czasach Bitwy Grabowscy byli lennikami Zakonu.

## Rodzina Grabowskich-Goetzendorf
Jest to jedna z trzech rodzin kaszubskich używająca nazwiska Grabowski, obok Grabowskich Kiemlada oraz Grabowskich osiadłych na Warmii i Mazurach. Rodzina pochodzi z Grabowa w parafii Koczała. Wieś tę otrzymał na prawie chełmińskim Stefan von Gotzendorf z kuzynem Jaśkiem od Winricha von Kniprode. Grabowscy uważali się za potomków tego rycerza i przedstawili w 1479 roku oryginalne dokumenty potwierdzające prawa do wsi (Paweł, biskup chełmski, Maciej i Franciszek Grabowscy). Kolejne wzmianki o rodzinie pochodzą z lat: 1570 (Baltazar Grabowski, Mateusz Grabowski, Paweł Grabowski), 1614 (Krzysztof Grabowski), 1621 (Jakub Grabowski), 1648 (panowie Grabowscy), 1682 (Jakub, Andrzej, Maciej, Grzegorz, Michał). Do największego znaczenia doszli Goetzendorf-Grabowscy. Andrzej Teodor Grabowski, uczestnik bitwy pod Wiedniem w 1683, człuchowski sędzia ziemski w 1713, następnie kasztelan chełmiński w 1733, zm. w  1737. Adam Stanisław Grabowski, biskup chełmiński 1734, kujawski 1739, warmiński 1741, zm. 1766. Jan Michał Grabowski, kasztelan gdański 1746, elbląski 1766, zm. 1770. Andrzej Grabowski, generał major wojsk koronnych, szambelan Augusta III, starosta lipiński, właściciel Wełny i Parkowa. Piotr Bonifacy Grabowski von Gőtzendroff na Grylewie, generał major wojsk koronnych, otrzymał tytuł hrabiego pruskiego 1786 z herbem Grabowski VIII Hrabia, Józef Ignacy Tadeusz Goetzendorf-Grabowski (1791-1881) wraz z Józefem Grabowskim otrzymali w 1840 pruski tytuł hrabiowski z herbem Grabowski IX Hrabia.

## Herbowni
Zbiświcz, Grabowski, Grabowski-Goetzendorf (von Gőtzendorff, Gecendorf). Nie jest pewne, czy Grabowscy-Goetzendorf pieczętowali się Zbiświczem pierwotnie. Goetzenowie, rzekomi protoplaście Grabowskich, używali innego herbu (pół orła czarnego nad dwoma pasami: czerwonym i błękitnym). Jan Długosz z kolei dał Pawłowi, biskupowi chełmskiemu herb Powała. Natomiast Marian Biskup przypisał im herb Grabowskich z Grabowa parchowskiego, czyli Rembowski I. Możliwe, że herbem tym rodzina zaczęła się posługiwać dopiero pod koniec XVII wieku (nie zna go jeszcze herbarz Dachnowskiego).
Istniało wiele innych rodzin o nazwisku Grabowski, w tym na Kaszubach jeszcze jedna, herbu Grabowski VI. Pełna lista herbów Grabowskich dostępna w artykule Grabowski IV.
Tadeusz Gajl wymienia ponadto tego herbu rodziny Iwanicki i Witawski. W przypadku Iwanickich chodzi tu prawdopodobnie o herb Zbiświcz (Zbiewicz), podpisany przez Gajla Iwanicki. Jest to wariant Zbiświcza używany przez Iwanickich z prawobrzeżnej Ukrainy.